# Конгур
Вижте пояснителната страница за други значения на Конгур.
Ко̀нгур (на гръцки: Ρουπέσκο, Рупеско), наричан още Голям Ко̀нгур, Ко̀нгуро или Ко̀нгоре е връх в планината Беласица – 1951 метра.

## Местоположение
Издига се на главното планинско било, източно от връх Пункова скала и първенеца Радомир. Има куполовидна форма със заоблени склонове. Изграден е от метаморфни скали. Почвите са кафяви горски. Обрасъл е със субалпийска тревна растителност. От североизточното му подножие в местността Гингеро извира река Луда Мара. Върхът е най-високата точка на резерват Конгура. По билото му минава държавната граница между България и Гърция. На самия връх има изоставена гръцка наблюдателна вишка, която се забелязва отдалеч. Преди върха от българска страна, пътеката минава покрай развалини от военна постройка, изкопи и траншеи. От върха се открива красив панорамен изглед към Бутковското езеро (Керкини) и река Струма, както и цялато Сярско поле.
Връх Конгур е маркиран с гранична пирамида № 28.

## Туризъм
От 2008 година всяка първа неделя на месец май туристическо дружество „Калабак“ организира масово изкачване на върха от град Петрич, в рамките на програмата за празника на града Гергьовден.

### Маршрути
Изходни пунктове за изкачването му са град Петрич и хижите Беласица и Конгур.

## Любопитно
На името на връх Конгур е именуван ледник Конгур (Kongur Glacier) на остров Смит от архипелага Южни Шетландски острови в Антарктида.